# Jo Yong-ho
Jo Yong-ho, noto anche con lo pseudonimo di ChoJJa (Pusan, 13 dicembre 1984), è un videogiocatore sudcoreano di StarCraft: Brood War.
È stato uno degli Zerg di maggior successo tra il 2002 e il 2006.

## Statistiche
|            | Vittorie | Sconfitte | %      |
| ---------- | -------- | --------- | ------ |
| vs Terran  | 126      | 132       | 48,84% |
| vs Zerg    | 115      | 89        | 56,37% |
| vs Protoss | 84       | 40        | 67,74% |
| Totale     | 325      | 261       | 55,46% |

## Risultati
- 2002 Secondo al 4th KPGA Tour
- 2002/3 Secondo al Panasonic OSL
- 2005/6 Vincitore del CYON MSL
- 2006 Secondo allo Shinan Bank OSL